# Pascale Mainvilleová
Pascale Mainvilleová (* 29. března 1973) je bývalá kanadská zápasnice – judistka.

## Sportovní kariéra
Vrcholově se připravovala na předměstí Montréalu v Boucherville pod vedením Marcela Bourellyho. V kanadské ženské reprezentaci se prosadila v roce 1990 ještě jako juniorka v lehké váze do 56 kg. V roce 1992 uspěla v kanadské olympijské nominaci pro start na olympijských hrách v Barceloně, kde vypadla v úvodním kole s Francouzkou favoritkou Catherine Arnaudovou. V dalších letech se v kanadské reprezentaci neprosazovala na úkor svých krajanek. Sportovní kariéru ukončila v roce 1999.

## Výsledky
| Turnaj                  | 1990       | 1991       | 1992       |
| Turnaj                  | 17         | 18         | 19         |
| Turnaj                  | lehká váha | lehká váha | lehká váha |
| ----------------------- | ---------- | ---------- | ---------- |
| Olympijské hry          |            |            | úč.        |
| Mistrovství světa       |            | úč.        |            |
| Panamerické hry         |            | ?          |            |
| Panamerické mistrovství | 1.         |            | —          |
| MS juniorů              | 3.         |            |            |